# Audiometria

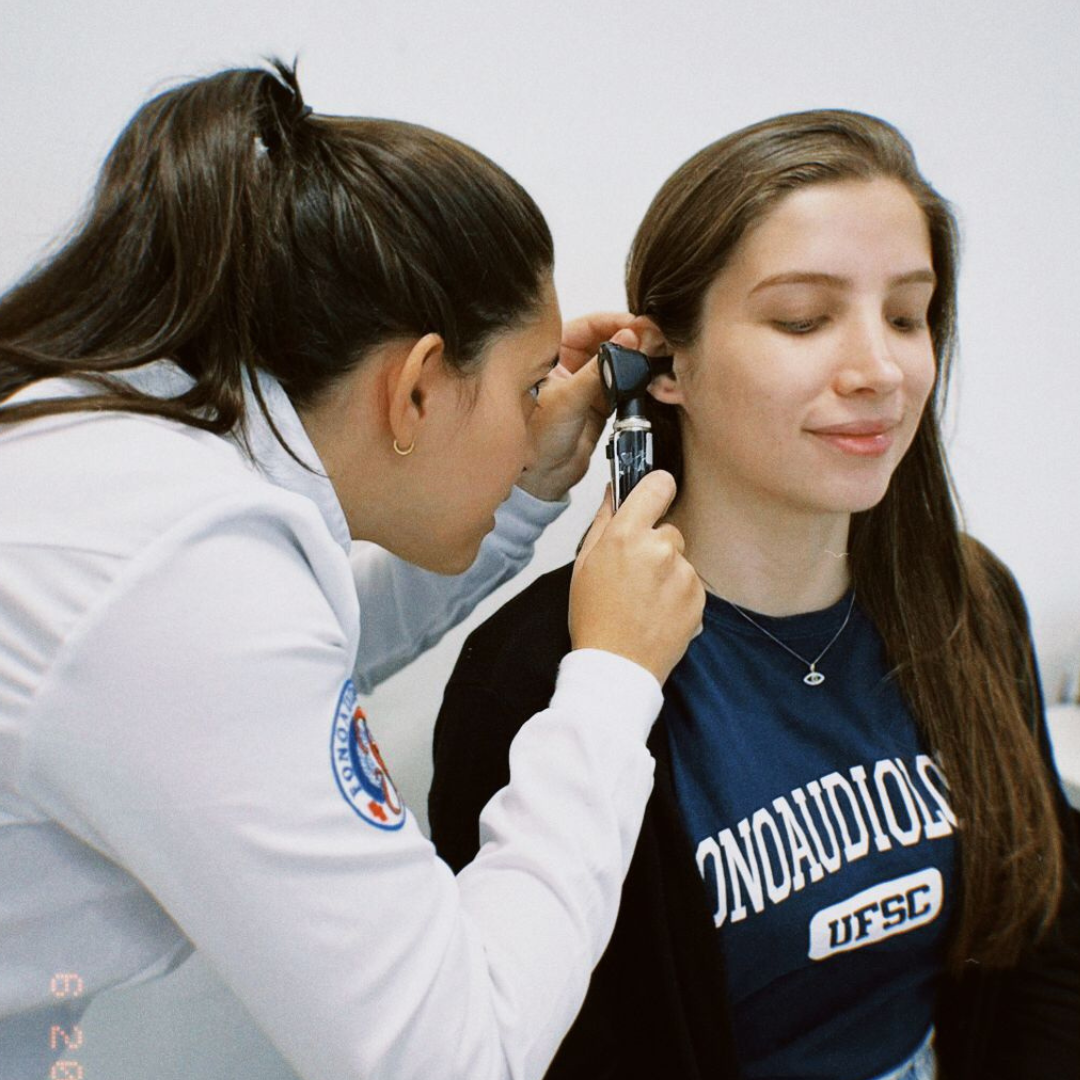
Realização de Meatoscopia

A audiometria é exame que permite determinar os limiares auditivos dos indivíduos, ou seja, que avalia a capacidade de ouvir (detectar) sons. Por meio dele, detectam-se possíveis alterações auditivas, e a partir disso, o profissional responsável estabelece medidas preventivas e/ou tratamentos adequados, como o uso de aparelhos auditivos, por exemplo. O objetivo principal da avaliação audiológica é determinar a integridade do sistema auditivo, além de identificar o tipo, grau e configuração da perda auditiva em cada orelha. A avaliação audiológica básica é composta por uma bateria de testes constituída por audiometria tonal liminar (padrão ouro), logoaudiometria e as medidas de imitância acústica.

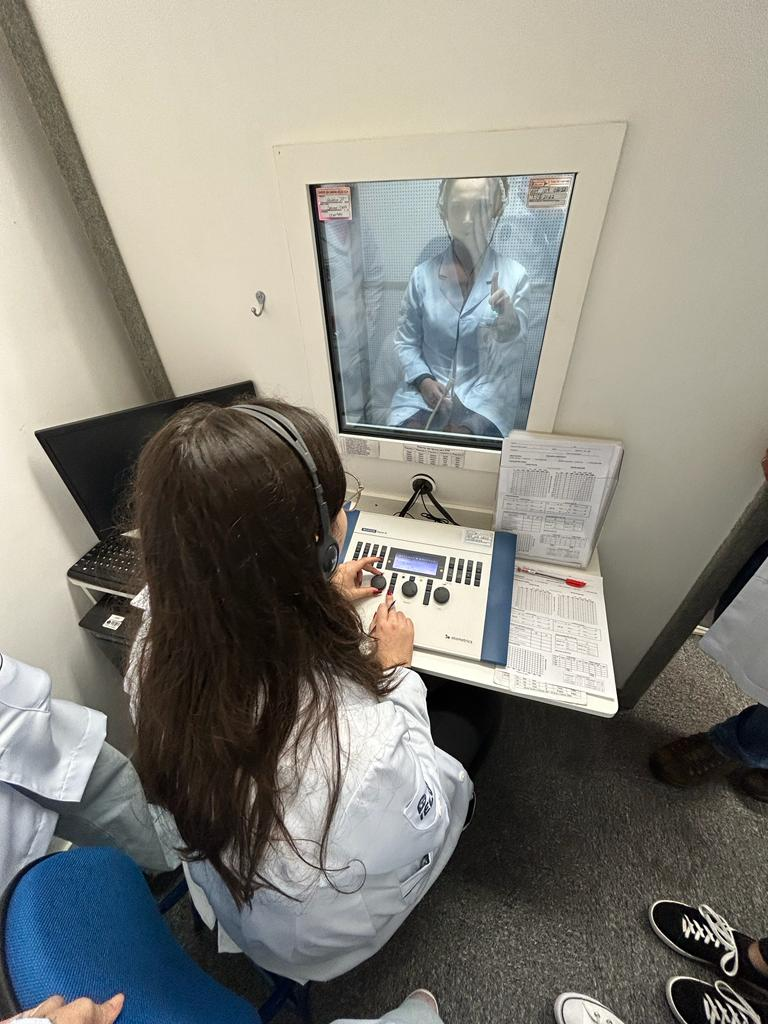
Realização de audiometria em estudantes de Fonoaudiologia

Antes da realização da audiometria, alguns procedimentos são necessários, sendo eles: a anamnese ou entrevista inicial com o paciente que fornece informações importantes para a avaliação e diagnóstico audiológico - como queixa, história pregressa e histórico familiar, além da meatoscopia - inspeção do meato acústico externo  para verificar se não há impedimentos (como o excesso de cerúmen) para a realização do exame.
O fonoaudiólogo ou Audiologista possuem amparo legal que garante sua atuação de forma plena, ética e autônoma na realização da audiometria, segundo a resolução do CFFa nº 190, de 06 de junho de 1997, que dispõe sobre a competência do Fonoaudiólogo em realizar Exames Audiológicos.

## Equipamentos utilizados
O teste é feito em uma cabina acusticamente tratada. É utilizado um audiômetro onde fones estão conectados, para pesquisa de limiares tonais por via aérea (orelha) e um vibrador ósseo, para pesquisa de limiares tonais por via óssea (mastoide). São importantes tanto os limiares por via aérea, quanto de via óssea, pois a partir desses valores determina-se a existe ou não de uma perda auditiva. Se houver, eles demonstram onde está localizada a perda, seja na orelha externa, orelha média ou na orelha interna.
Os fones de ouvido utilizados geralmente são o TDH39 ou o fone de inserção. Neles há uma marcação, onde um dos lados é de cor vermelha e o outro de cor azul, indicando as orelhas esquerda e direita respectivamente. Essas cores são padronizadas, dessa forma, todas as marcações em vermelho se referem a orelha direita enquanto, o azul representa a esquerda. Os limiares audiométricos encontrados devem ser dispostos e representados graficamente no audiograma, usando símbolos estabelecidos.
Para a realização da Audiometria de Altas frequências (ATAF), estão disponíveis no mercado três tipos de transdutores: ER2 (Etymotic Research), HDA 200 (Sennheiser E) e KOOS (HV/PRO).

## Audiômetro
Existem diversos modelos de audiômetros disponíveis atualmente, desde mais simples até aparelhos clínicos com dois canais independentes. Os componentes básicos presentes no equipamento são:

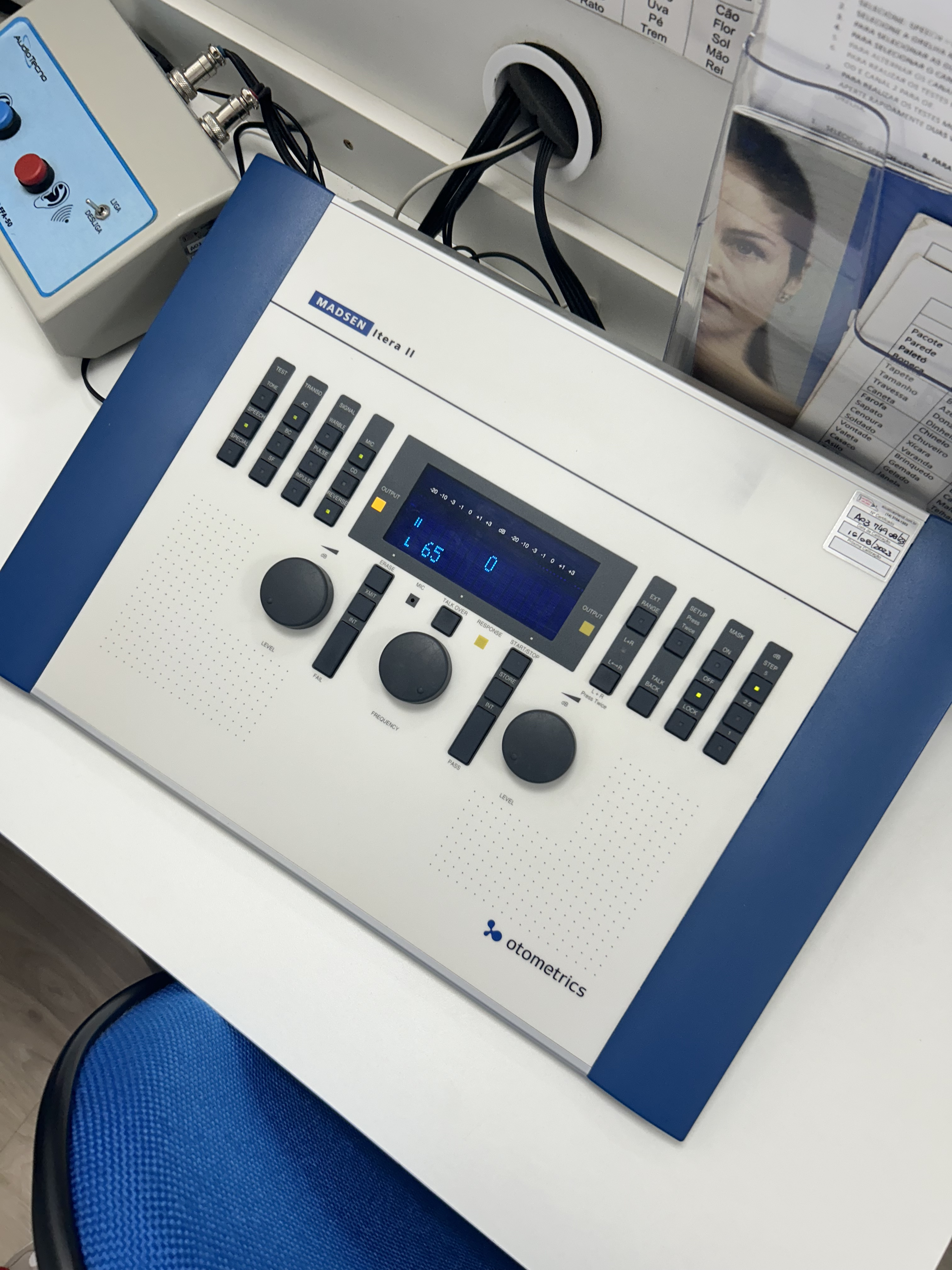
Audiômetro (Aparelho utilizado para realização do exame)

- Gerador de frequência: produz o tom puro em frequências específicas dispostas ordinalmente e em intervalos de oitavas, de 125 a 8.000 Hz, podendo estender-se até 20.000 Hz a depender do modelo.
- Gerador de ruído, englobando ruído de banda estreita (narrow band noise), ruído de banda larga (white noise) e ruído de fala (speech noise).
- Dial seletor de frequência (Hz).
- Dial seletor de intensidade (atenuador) do tom puro em cada frequência, calibrado em decibel nível de audição sonora (dB NA).
- Seletor de transdutor, permite definir para onde o estímulo será enviado: fones de ouvido (via aérea; direita ou esquerda), vibrador ósseo ou caixas acústicas (campo sonoro).
- Interruptor de apresentação do estímulo.
- Circuitos acessórios, como microfone, o qual permite testes de fala, monitoramento dos canais e retorno de fala (talk back).[3]

## Tipos de audiometria
Os principais tipos de audiometria são:
- Audiometria tonal liminar (ATL): considerado um teste subjetivo para avaliar o grau e o tipo de perda auditiva. A ATL irá determinar o limiar em que o individuo consegue detectar o som em 50% das vezes em que ele é apresentado, em uma determinada faixa de frequência. É considerado padrão-ouro já que com seus resultados é possível determinar o topodiagnóstico da lesão e como elas podem interferir no desempenho comunicativo do indivíduo.[8]
  - Esse procedimento pode ser adaptado conforme a faixa etária:
    - Audiometria de observação comportamental (neonatos até seis meses ): foi desenvolvido a partir de um teste criado por Ewing e Ewing, e é realizada a partir da observação das reações de bebês perante estímulos sonoros, em campo livre, gerados por materiais de fala, tom puro modulado, ruído de banda estreita, instrumentos acústicos (tambores, pratos, sinos e chocalhos, entre outros) e sons ambientais (batida de porta, batida de palma, etc.). E essas reações podem variar entre, piscar os olhos, franzir a testa ou apresentar movimentos involuntários, como, mudanças no padrão respiratório e/ou no padrão de sucção, sendo que esta última é a mais comum.[9][8] Crianças maiores que seis meses que não conseguem realizar testes comportamentais em cabine acústica, podem realizar esse teste, de forma alternativa.[10]
    - Audiometria com reforço visual (entre seis meses e 3 anos): o exame é feito pela localização da fonte sonora em um alto-falante ou fones de ouvido; quando a criança procura a fonte sonora, é dado um reforço visual atraente.[9] Ela é colocada em uma posição sentada, seja no colo de um dos pais ou em uma cadeira própria, como um cadeirão de bebê. Sendo o estímulo sonoro, um som de frequência específica, ruído mascarante, fala ou música, podendo ser apresentado, em campo livre, por meio de alto-falantes, em fones supra-auriculares ou inserção ainda por vibradores ósseos. Então, é incentivada a direcionar seu olhar ou movimentar sua cabeça em direção à fonte sonora,  e recompensada pela ativação da iluminação de um brinquedo próximo ao alto-falante.[8] Os estímulos podem ser apresentados em campo livre, através de alto-falantes, em fones supra- auriculares, em fones de inserção ou ainda através de vibradores ósseos.[10]
    - Audiometria lúdica condicionada (a partir dos 3 anos): há o condicionamento da criança para manter e/ou repetir um comportamento voluntário após a apresentação de um estímulo auditivo.[9] Este comportamento condicionado exige que a criança possua maturidade e coordenação, e avalia separadamente cada uma das orelhas de forma eficiente, para que se possa definir seu limiar auditivo. Os estímulos utilizados, mais comuns, são o tom puro ou tom warble, e são apresentados em um ambiente.[10]

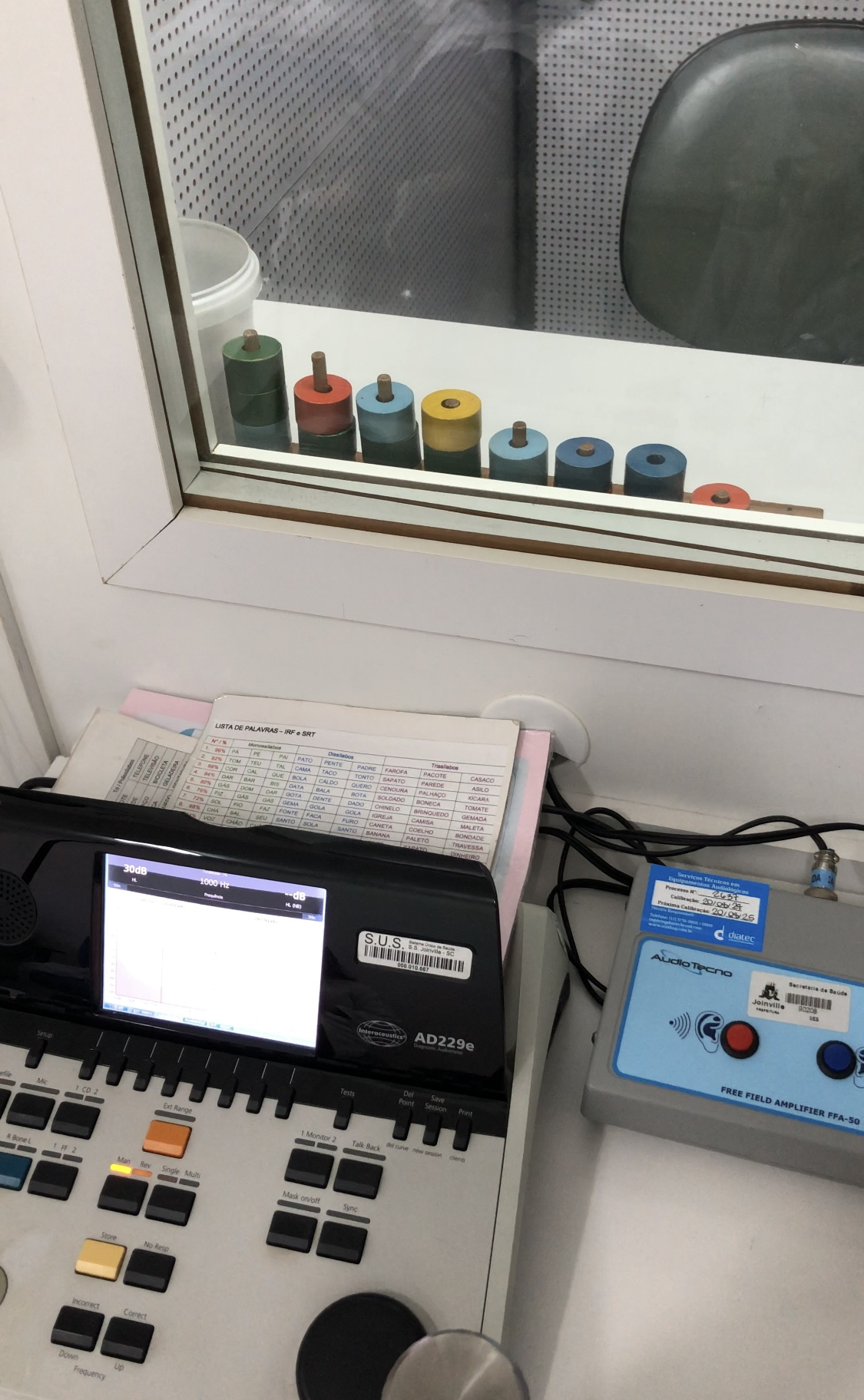
Avaliação Audiológica Infantil

- Audiometria vocal (Logoaudiometria): pesquisa da capacidade detectar, reconhecer e compreender a fala humana em diferentes níveis de intensidade sonora. O paciente deve fazer o uso de fones de ouvido, o qual é usado para apresentar palavras e essas palavras devem ser repetidas em voz alta. É um teste adequado para avaliar a presença de perda auditiva e para determinar a necessidade e a eficácia de dispositivos como aparelhos auditivos.
- Avaliação audiológica infantil, considerada como um teste lúdico e adaptado para que a criança possa responder aos estímulos sonoros, esse teste é composto por procedimentos eletroacústicos, eletrofisiológicos e comportamentais, realizados conforme a idade cronológica, nível cognitivo e desenvolvimento neuropsicomotor da criança a ser avaliada.[9]
- Audiometria de Altas frequências (ATAF): Esse exame passou a ser usado na prática clínica, pois, a ATL não consegue identificar lesões que acometem frequências mais altas, como nas alterações auditivas na orelha interna causadas por exposição a níveis elevados de pressão sonora, ototóxicos e zumbido. Nesse exame os limiares obtidos são investigados nas frequências de 9.000Hz à 20.000 Hz, superiores à que são feitas na ATL (250 Hz à 8.000 Hz). Porém, apesar de apresentar vantagens como a identificação precoce desses tipos de perdas auditivas, no meio científico pesquisas apontam para falta de fidelidade aos padrões de calibração e limitação dos equipamentos, já que a depender, o tipo e posição do transdutor pode causar variações na resposta obtida a partir do exame.[8]

## Avaliação audiológica

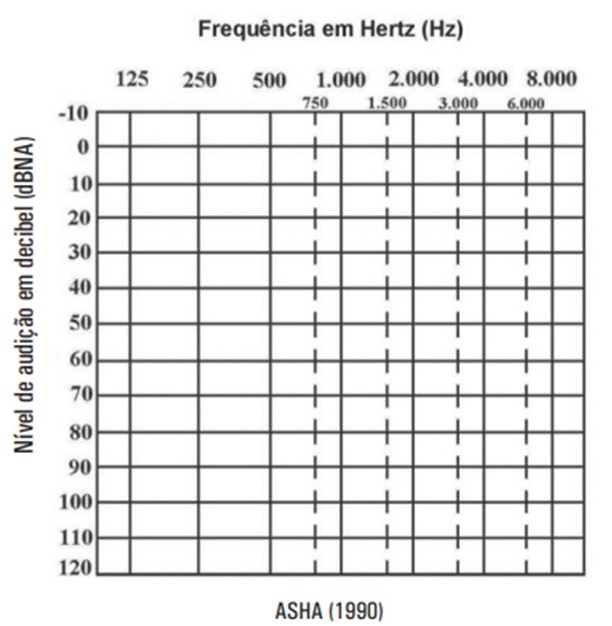
Audiograma utilizado para marcação dos resultados da avaliação audiométrica básica.

A audiometria tonal liminar (ATL) é fundamental para o processo de diagnóstico audiológico, a partir dela, será possível determinar os limiares auditivos comparando os valores obtidos com os padrões de normalidade. Para a realização da ATL, o paciente deve estar sentado dentro da cabina sendo orientado a levantar a mão ou apertar um botão (Pêra de resposta) a cada vez que ouvir um som (apito) geralmente o tom puro, mesmo que este seja muito fraco. Normalmente o exame é iniciado pela melhor orelha. Caso o paciente não tenha queixas auditivas ou não perceba diferenças, pode-se iniciar pela orelha direita.
O posicionamento do paciente, o nível de atenção, bem como as instruções dadas a respeito do procedimento são pontos determinantes para a obtenção de um resultado confiável. Apesar de não ser uma regra, é recomendado posicionar o paciente de frente ao avaliador, pois possibilita a observação de sinais de cansaço e desatenção, além do reforço positivo diante as respostas.
Os limiares auditivos podem ser obtidos pelos métodos: ascendente, descendente ou ascendente/descendente:
No método descendente inicia-se apresentando um som audível para o paciente, e a partir da resposta do mesmo, a intensidade é diminuída de 10 dB em 10 dB até que não seja mais audível. Neste momento deve-se aumentar 10 dB e diminuir-se de 5 dB em 5 dB, identificando a menor intensidade que o paciente é capaz de perceber (limiar auditivo).
O método ascendente, por sua vez, parte de uma intensidade inaudível para o indivíduo e vai aumentando o tom puro de 10 dB em 10 dB. Quando o paciente ouvir precisa-se diminuir 10 dB e aumentar novamente em episódios de 5 dB, até que o som seja percebido.
Realizado a audiometria com o método descendente, ascendente ou descendente-ascendente, será considerado o limiar auditivo a intensidade em que o indivíduo perceber o som em 50% das vezes em que for apresentado.
A pesquisa dos limiares auditivos podem ocorrer por condução aérea (VA) e/ou por condução óssea (VA), a depender do resultados dos limiares por VA.
Pesquisa por condução aérea: O estímulo é transmitido por meio do meato acústico externo, cavidade da orelha média e cóclea para o sistema auditivo central, por um fone ou supra-aural ou de inserção. Apenas com seu resultado, não é possível determinar o local da perda auditiva, contudo, pode-se inferir acerca do grau de severidade da perda auditiva. Apesar das diferenças, em ambos os métodos, ascendente e descendente, a avaliação por via aérea é iniciada, normalmente, pela frequência de 1000 Hz, em sequência também são pesquisados os limiares em 2000 Hz, 3000 Hz, 4000 Hz, 6000 Hz, 8000 Hz, 500 Hz e 250 Hz.
Pesquisa por condução óssea: é realizada por meio de um vibrador ósseo, em que o procedimento deve ser seguido de forma semelhante à pesquisa de limiares por via aérea (VA). Pode ser iniciada com o vibrador ósseo em qualquer uma das mastoides (direita ou esquerda) ou fronte, para obtenção dos melhores limiares ósseos, dessa forma as duas cócleas serão estimuladas de forma simultânea e igualmente. Diferentemente da condução aérea, a atenuação interaural por condução óssea é 0 dB em todas as frequências, independente do posicionamento do vibrador. Outra diferença, é que por esse teste é possível determinar classificar quanto ao tipo de perda auditiva (condutiva, sensorioneural ou mista). A faixa de frequências testada no vibrador ósseo é menor, sendo que a maioria dos audiômetros permite a pesquisa de limiar na faixa de 250 Hz a 4000 Hz. Além disso apresenta limitações para sons fortes (de alta intensidade), levando em consideração, testa-se as frequências de 1000 Hz, 2000 Hz, 3000 Hz, 4000 Hz e 500 Hz para intensidades que variam entre 65 até no máximo 80 dB. Na prática clínica, raramente é feita a testagem em 250 Hz, visto que em intensidades muito fracas (em torno de 50 dB) pode gerar uma sensação tátil de vibração.

## Simbologia audiométrica
Um conjunto de símbolos audiométricos é utilizado para o registro das respostas obtidas na pesquisa de limiares de audibilidade.  

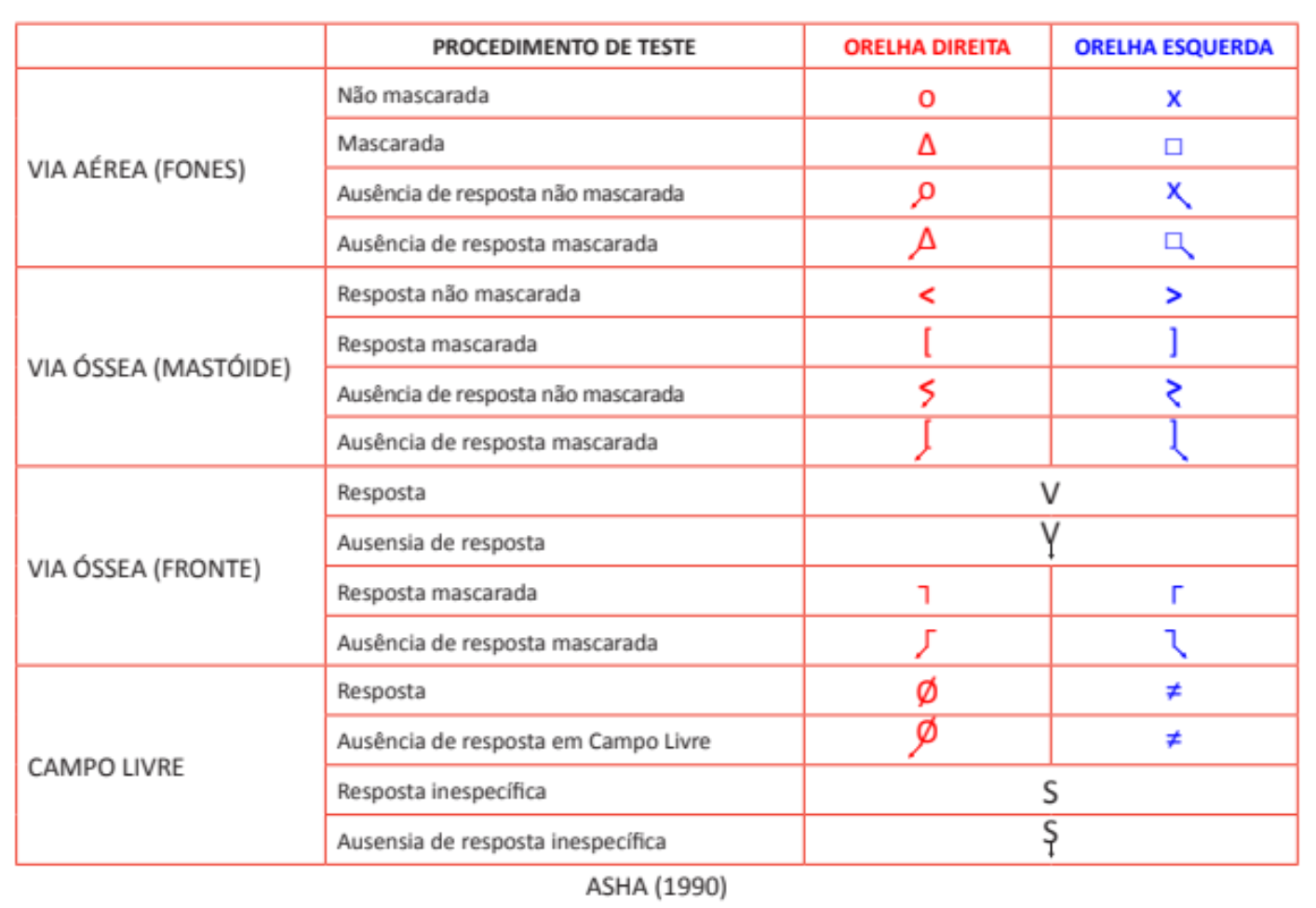
Conjunto de símbolos audiométricos. (ASHA, 1990)

Os símbolos audiométricos apresentados acima, foram assim especificados para poder diferenciar, independentemente do código de cores:
a) orelha direita da orelha esquerda;
b) condução aérea de condução óssea;
c) limiares mascarados de limiares não mascarados;
d) presença de resposta e ausência de resposta;
e) tipo de transdutores (fone supra aural ou de inserção, vibrador ósseo e alto-falante) utilizado para a apresentação do estímulo.

## Resultado da avaliação audiológica
O resultado é fundamental para o diagnóstico audiológico, pois determina os limiares auditivos comparando os valores obtidos com os padrões de normalidade, usando como referência o tom puro. A partir disso, conclui-se  qual o tipo, grau, configuração e lateralidade da perda auditiva, de acordo com a literatura adotada.

### a) Tipos de perdas auditivas
A classificação do tipo de perda auditiva tem por objetivo sugerir a causa da alteração. Será usado a descrição dos autores Silman e Silverman (1997).
- Perda auditiva condutiva: a perda auditiva condutiva é caracterizada por qualquer problema na orelha externa e/ou média que impeça que o som seja conduzido até a cóclea (órgão sensorial da audição) de maneira adequada, geralmente envolve uma redução do nível do som ou da capacidade de ouvir sons fracos.

Limiares de via óssea: menores ou iguais a 15 dBNA;
Limiares de via aérea: maiores que 25 dBNA;
Gap aéreo-ósseo: maior ou igual a 15 dB.
- Perda auditiva sensorioneural: a perda auditiva sensorioneural é caracterizada  pelo acometimento da orelha interna e/ou órgão de Corti (lesão sensorial/coclear) e ou/nervo coclear até os núcleos auditivos no tronco encefálico (lesão neural/retrococlear).  A perda auditiva sensorioneural retrococlear ocorre devido a danos no nervo auditivo, já a perda auditiva sensorioneural coclear é causada pela falta ou dano de células sensoriais (células ciliadas) na cóclea, e isso geralmente é permanente.

Limiares de via óssea: maiores do que 15 dBNA; 
Limiares de via aérea: maiores que 25 dBNA;
Gap aéreo-óssea: de até 10 dB no máximo e/ou acopladas).
- Perda auditiva mista: a perda auditiva mista é uma combinação de uma perda auditiva sensorioneural e condutiva. É o resultado de problemas na orelha interna, média e/ou externa.

Limiares de via óssea: maiores do que 15 dBNA;
Limiares de via aérea: maiores que 25 dBNA;
Gap aéreo-ósseo: maior ou igual a 15 dB.

### b) Grau de perda auditiva
A classificação de perda auditiva quanto ao grau varia de acordo com diferentes padrões validados cientificamente e escolha da classificação adotada fica a critério do profissional. 
A depender do autor, a média para classificação do grau se dá a partir da média dos limiares das frequências de  500, 1000 e 2000Hz, como no caso de Lloyd e Kaplan (1978); Davis (1970). Em contrapartida, a OMS (2014 e 2021) e a BIAP (1996) tomam a média com base nas frequências de 500, 1000, 2000 e 4000 Hz. 
Atualmente, a classificação que vem sendo adotada é da OMS, a qual estipula como padrão de normalidade a média quadritonal menor que 20 dB, essa definição leva em conta as consequências funcionais na comunicação. 
| Média tonal de 0,5, 1k e 2kHz | Denominação                                 | Habilidade para ouvir a fala                                              |
| ----------------------------- | ------------------------------------------- | ------------------------------------------------------------------------- |
| ≤ 25 dB NA                    | Audição normal                              | Nenhuma dificuldade significativa                                         |
| 26 - 40 dB NA                 | Perda auditiva de grau leve                 | Dificuldade com fala fraca ou distante                                    |
| 41 - 55 dB NA                 | Perda auditiva de grau moderado             | Dificuldade com fala em nível de conversação                              |
| 56 - 70 dB NA                 | Perda auditiva de grau moderadamente severo | A fala deve ser forte; dificuldade para conversação em grupo              |
| 71 - 90 dB NA                 | Perda auditiva de grau severo               | Dificuldade com fala intensa; entende somente fala gritada ou amplificada |
| ≥ 91 dB NA                    | Perda auditiva de grau profundo             | Pode não entender nem a fala amplificada; depende da leitura labial       |

| Limiar auditivo (média de 0,5 a 2kHz) | Grau de handicap           | Habilidade para compreender a fala        |
| ------------------------------------- | -------------------------- | ----------------------------------------- |
| 25 dB                                 | Não significativo          | Sem dificuldade                           |
| 26 a 40 dB                            | Leve                       | Dificuldade somente na fala fraca         |
| 41 a 55 dB                            | Moderado                   | Frequente dificuldade com fala normal     |
| 56 a 70 dB                            | Marcado (tradução literal) | Frequente dificuldade com fala intensa    |
| 71 a 90 dB                            | Severa                     | Só entende fala gritada/amplificada       |
| + de 91 dB                            | Profunda                   | Não entende a fala mesmo com amplificação |

| Denominação                        | Média tonal (500 Hz, 1 kHz, 2 kHz e 4 kHz)                                | Características |
| ---------------------------------- | ------------------------------------------------------------------------- | --- |
| Audição normal                     | ≤ 20 dB NA                                                                | Audição normal |
| Deficiência auditiva leve          | 21 – 40 dB NA                                                             | Percebe a fala com voz normal, mas tem dificuldade com voz baixa ou distante; a maioria dos ruídos familiares são percebidos    |
| Deficiência auditiva moderada      | Grau I: 41 – 55 dB NA Grau II: 56 – 70 dB NA                              | A fala é percebida se a voz é elevada; o sujeito entende melhor quando olha a pessoa que fala; percebe alguns ruídos familiares |
| Deficiência auditiva severa        | Grau I: 71 – 80 dB NA Grau II: 81 – 90 dB NA                              | A fala é percebida se a voz é elevada e próxima à orelha; percebe ruídos intensos                                               |
| Deficiência auditiva muito severa  | Grau I: 91 – 100 dB NA Grau II: 101 – 110 dB NA Grau III: 111 – 119 dB NA | Nenhuma percepção da fala; Somente os ruídos muito fortes são percebidos                                                        |
| Deficiência auditiva total/ Cofose | > 120 dB NA                                                               | Não percebe som |

| Grau de perda auditiva | Média das frequências de 500, 1000, 2000 e 4000 Hz (Adulto) | Desempenho                                                                  |
| ---------------------- | ----------------------------------------------------------- | --------------------------------------------------------------------------- |
| Audição normal         | 0 - 25 dB                                                   | Audição normal                                                              |
| Leve                   | 26 - 40 dB                                                  | Capaz de ouvir e repetir palavras em volume normal a um metro de distância  |
| Moderado               | 41 - 60 dB                                                  | Capaz de ouvir e repetir palavras em volume elevado a um metro de distância |
| Severo                 | 61 - 80 dB                                                  | Capaz de ouvir palavras em voz gritada próximo à melhor orelha              |
| Profundo               | >81 dB                                                      | Incapaz de ouvir e entender mesmo em voz gritada na melhor orelha           |

Classificação de Organização Mundial da Saúde- OMS (2020)
| Grau de perda auditiva          | Média das frequências de 500, 1000, 2000 e 4000 Hz (Adulto) | Desempenho |
| ------------------------------- | ----------------------------------------------------------- | --- |
| Audição normal                  | < 20 dB                                                     | Nenhum problema em ouvir sons. |
| Leve                            | 20 < 35 dB                                                  | Pode apresentar dificuldade em ouvir o que é falado em locais ruidosos.                                                                                           |
| Moderado                        | 35 < 50 dB                                                  | Pode apresentar dificuldade em ouvir conversa particularmente em lugares com ruidosos.                                                                            |
| Moderadamente severo            | 50 < 65 dB                                                  | Dificuldade em participar de uma conversa especialmente em locais ruidosos. Mas pode ouvir se falarem com a voz mais alta sem dificuldade.                        |
| Severo                          | 65 < 80 dB                                                  | Não ouve a maioria das conversas e pode ter dificuldade em ouvir sons elevadas. Dificuldade extrema para ouvir em lugares ruidosos e fazer parte de uma conversa. |
| Profundo                        | 80 < 95 dB                                                  | Dificuldade extrema em ouvir voz em forte intensidade. |
| Perda Auditiva completa / surdo | >95dB                                                       | Não consegue escutar nenhuma conversa e a maioria dos sons ambientais.                                                                                            |

| Média tonal | Denominação                 | O que consegue ouvir sem Amplificação                                     |
| ----------- | --------------------------- | ------------------------------------------------------------------------- |
| 0 - 15 dB   | Audição normal              | Todos os sons da fala                                                     |
| 16 - 25 dB  | Perda auditiva discreta     | Sons das vogais ouvidos claramente; pode perder sons de consoantes surdas |
| 26 - 30 dB  | Perda auditiva de grau leve | Ouve apenas alguns sons da fala, ou seja os fonemas sonoros mais fortes   |
| 31 - 50 dB  | Perda auditiva moderada     | Perde a maior parte dos sons da fala em um nível de conversação normal    |
| 51 - 70 dB  | Perda auditiva severa       | Não ouve os sons da fala no nível da conversação normal                   |
| + 71 dB     | Perda auditiva profunda     | Não ouve a fala ou outros sons                                            |

### c) Configuração audiométrica
A configuração está relacionada à disposição dos limiares auditivos de via aérea dispostos no audiograma em cada uma das orelhas.
Classificação de Silman e Silverman (1997) adaptada de Carhart (1945) e Lloyd e Kaplan (1978)
| Tipo de configuração  | Características                                                                                                  |
| --------------------- | --- |
| Ascendente            | Melhora igual ou maior que 5 dB por oitava em direção às frequências altas                                       |
| Horizontal            | Limiares alternando melhora ou piora de 5 dB por oitava em todas as frequências                                  |
| Descendente leve      | Piora entre 5 a 10 dB por oitava em direção às frequências altas                                                 |
| Descendente acentuada | Piora entre 15 a 20 dB por oitava em direção às frequências altas                                                |
| Descendente em rampa  | Curva horizontal ou descendente leve com piora ≥ 25 dB por oitava em direção às frequências altas                |
| Em U                  | Limiares das frequências extremas melhores que as frequências médias com diferença ≥ 20 dB                       |
| Em U invertido        | Limiares das frequências extremas piores que as frequências médias com diferença ≥ 20 dB                         |
| Em entalhe*           | Curva horizontal com descendência acentuada em uma frequência isolada, com recuperação na frequência subsequente |

### d) Lateralidade
A audição pode ser classificada pela lateralidade: Bilateral ou Unilateral. Na perda auditiva bilateral, as duas orelhas estão afetadas. Já na unilateral, apenas uma delas, podendo ser a direita ou a esquerda. Sendo que, quando as duas são afetadas, essas podem apresentar tipos e/ou graus diferentes entre as orelhas (simétricas ou assimétricas). 

### e) Outra descrição associada à curva audiométrica
As perdas auditivas também são classificadas em simétricas, quando as orelhas esquerda e direita possuem o mesmo grau de perda e a mesma configuração audiométrica; e assimétricas, quando as duas orelhas tem grau de perda e configuração diferentes.